# Hellboy:Despierta al Demonio
Hellboy: Wake the Devil (en español Hellboy: Despierta al Demonio) es un cómic de Hellboy, escrito y dibujado por Mike Mignola, fue publicado por Dark Horse Comics en 1996, la historieta transcurre en el mismo año.
En esta entrega Hellboy y otros miembros de la división de investigaciones paranormales del Gobierno, partirán a Rumanía para investigar los indicios descubiertos, y abortar los planes nazis en el caso de que se confirmen sus sospechas.

## Argumento

### Capítulo uno
El cómic comienza en 1995. Un millonario de nombre Roderick Zinco, es descubierto husmeando en la guarida de Ilsa Haupstein, Karl Kroenen y Leopold Kurtz. Ilsa y Leopold quieren destruirlo, pero Karl los convence de, al menos, permitirle que se explique. Zinco dice haber visto a su "Amo", Grigori Rasputín, y, también, que les da todo su dinero, contactos, conexiones políticas, propiedades y personal.
La historia continúa un año después, en Soho, New York City, 1996. Se ve un museo de cera lleno de cosas terroríficas: esqueletos, demonios y una estatua de cera de Drácula. Luego se ve fugazmente a Ilsa Haupstein decir "¡Schwinehund!". El dueño del museo, Howard Steinman (cuyo verdadero nombre es Hans Ubler), es asesinado a balazos por Ilsa y sus secuaces. Se oyen cuatro o cinco disparos y Ubler cae al suelo del museo, justo frente a la estatua del soldado napoleónico Vladimir Giurescu.
Un día después, en el Cuartel General de la Oficina Para la Defensa y la Investigación Paranormal, en Fairfield, Connecticut, la doctora Kate Corrigan se encuentra con los seis agentes de la Oficina disponibles: Sidney Leach, quien es el chico nuevo, Clark, Bud Waller, Abe Sapien, Hellboy y Elizabeth Sherman, y les cuenta sobre su misión: ir a Rumanía (divididos en grupos) a tres castillos diferentes, y evitar así que Vladimir Giurescu sea reanimado con la luna llena en su castillo, durante las guerras Napoleónicas y que fue asesinado finalmente en 1944, por Adolf Hitler e Ilsa Haupstein. Su cadáver fue robado por Hans Ubler, el cual fue asesinado el día anterior, dejando el dibujo del proyecto "Rackna Rok" en el suelo con su sangre.
En el castillo de Vladimir Giurescu, Ilsa y sus secuaces ya han llegado al cuerpo. Ilsa se encuentra recitando "El tigre" de William Blake y jura venganza contra el mundo por quitarle a Giurescu, el cual era su verdadero amor arrebatado por Hitler. Karl y Leopold se encuentran en una sala observando a Ilsa, y se preguntan que habrá pasado entre ella y Giurescu. Leopold piensa que Giurescu sería un excelente elemento para ellos, pero Karl opina que sólo es una horrible e incontrolable fuerza.
En el avión, Hellboy y Abe discuten sobre la implicación nazi en el caso, pero Hellboy piensa que sólo es basura conspirativa. El agente Leach se queja porque no va con Hellboy y que quería ver algo de acción. Hellboy debe saltar solo en un propulsor, que no se enciende, y que acaba explotando y enviándolo al castillo. En el castillo, Ilsa está enfadada con uno de sus hombres y quiere asesinarlo, pero en ese momento, Hellboy atraviesa el techo y acaba cayendo junto a ellos. Entonces Ilsa murmura "Hellboy".

### Capítulo dos
En el castillo, Hellboy ha caído junto a Ilsa y sus secuaces. El secuaz humano escapa por la ventana y muere al caer, así que Ilsa le ordena al otro, Unmensch, que le traiga la "cola del simio". Unmensch y Hellboy pelean frente a Ilsa, hasta que Hellboy salta sobre Unmensch y ambos provocan un enorme hoyo en el suelo, por el que ambos caen muy rápido.
Ilsa se queda sola, por lo que recuerda a su amado y al día en el que "El Amo", Rasputín, le comunicó que Giurescu había muerto, con sus seis mujeres en Dachau, Alemania. Luego sale de su ensoñación y le dice a su amor que la perdone. Entonces una voz le dice que se tranquilice y resulta ser Grigori Rasputín, "El Amo". Ambos dan un paseo y Rasputín le cuenta como fue que Hellboy, Liz y Abe lo asesinaron, luego le cuenta que encontró al dragón Ogdru Jahad, en su prisión, y que solo Hellboy es capaz de liberarlo.
Mientras, abajo en el pozo, Hellboy se levanta y descubre que Unmensch ha desaparecido, pero que su brazo metálico sigue junto a él, sangrando, por lo que piensa que el nazi no llegará lejos perdiendo tanta sangre.
En el pueblo de San Bartolomé, Stephen, un viejo y excéntrico anciano, se encuentra mirando por la ventana y ve una mujer de Tesalia (una extraña mujer pájaro), en su ventana. Luego dice que Giurescu ha regresado y ordena a su hija, María, que se lleve a sus hijos lejos del lugar a Bucarest con su hermana, y que nunca vuelva. María le pregunta si irá con ellos, pero Stephen se niega, diciendo «Es muy tarde para mí, niña. Muy tarde», momento en el que se ve a las mujeres de Tesalia sobrevolando el cielo.
En el castillo, Hellboy se pregunta cuánta sangre tenía Unmensch visto que ha logrado llegar lejos. Sin embargo, su teoría se desmiente al instante. Unmensch ha sido cargado hasta allí por un esqueleto con ropas de rey, que se lo está comiendo y la boca le chorrea sangre. Hellboy le dice que se despida, pero el esqueleto lo niega y le dice que en realidad está en busca de Giurescu, por lo que lo llevará con él. El esqueleto le muestra a Hellboy los retratos de las esposas de Giurescu, Voica, Irina, Caroline, Mary, Catherine y Anna (quién trataba mejor al esqueleto), luego le cuenta que Ilsa Haupstein traicionó a Vladimir Giurescu, y que por eso están muertos él y sus esposas, pero que él se salvó por desconfiar de la chica alemana. El esqueleto le dice entonces que Hécate, la diosa de las Encrucijadas, fue rescatada por él años atrás, en el año 1492. Luego le dice que solo tiene un hijo, y que ese hijo es Vladimir Giurescu, siendo su nombre Mihail Giurescu.
Luego, Mihail le dice que una vez que Hécate salvó a Giurescu, una parte de ella se quedó en él y por eso es inmortal y la luna llena lo repone. Luego, utilizando la misma frase del viejo Stephen, "Muy tarde", Giurescu Padre, le dice que ya es imposible detener a Giurescu, pues las mujeres de Tesalia ya están allí. Enfurecido, Mihail le clava un cuchillo a Hellboy en la espalda, Hellboy lo golpea con un candelabro encendido y lo mata, y Mihail muere gritando "¡Muy tarde!"
Hellboy entra en la "Puerta lunar", donde tienen el cuerpo de Giurescu, pero al darse vuelta ve un montón de mujeres de Tesalia, una de las mujeres lo mira y le dice "Muy... tarde", Hellboy dice que era demasiado familiar para el lo de, mujeres de Tesalia.

### Capítulo tres
Hellboy es atacado por las mujeres de Tesalia, contra las que lucha, hasta que el arma de Hellboy (curiosamente marca "ZINCo"), explota, Hellboy, furioso, utiliza el cuchillo de Giurescu Padre para luchar. La puerta del ataúd de Giurescu se abre y sale Giurescu, con la forma de un cadáver revivido. Giurescu le ordena a Hellboy irse, hasta que este salta sobre el vampiro (justo cuando se convierte en pájaro) y le clava el cuchillo en el pecho. Giurescu cae en una fosa y queda atrapado en el templo de Hécate. Hellboy entra, pero es expulsado por las serpientes, sirvientes de la diosa. Giurescu se encuentra recostado en el regazo de Hécate, y le pide que lo reviva una vez más para tener venganza. Hécate, cuyo rostro está fuera de foco, le dice a Giurescu que quien amenace a su hijo en su hogar es su enemigo.
Entretanto, Rasputín le cuenta a Ilsa su historia, como se convirtió en amigo de la Familia Real Rusa y porque, y de como lo mató Félix Yusúpov. Entonces le cuenta que la Baba Yaga lo ayudó siempre y que también encontró al dragón gracias a ahogarse en el río Neva. Luego le promete a Ilsa que cuando el sol salga y se vuelva a oscurecer, ella habrá cambiado por siempre.
A 279 millas del castillo de los Giurescu, en las ruinas del castillo de los Czege, Liz y el agente Leach se encuentran discutiendo sobre como descubrieron sus poderes, cuando Bud los llama. Al parecer, ha encontrado una puerta especial que les serviría para encontrar algo. En el interior del lugar, encuentran un homúnculo, que está recostado en una cama, Liz pone un dedo en el hueco del pecho del homúnculo y le da sus poderes, Bud muere en el intento de salvarla, Liz queda en shock y Leach resulta quemado. El homúnculo se marcha.
Karl y Leopold se encuentran en Noruega, en su guarida, cuando llega Zinco, trayéndoles la cabeza del profesor Herman Von Klempt. Leopold piensa que Karl se meterá en un grave problema por desenterrarlo, pero Karl le tiene lástima a Von Klempt.
En el monasterio de San Bartolomé, en Rumania, Stephen se encuentra diciéndole al padre Nicholas Budnez que salga del pueblo, pues Giurescu ha vuelto y ese ya no sería el lugar para un sacerdote, pero el padre se niega. Stephen acaba gritándole al cura que es un tonto y un cerdo y luego le dice que lo perdone, si puede. Stephen acaba decapitando al padre.
En el castillo de los Giurescu, Hellboy está colocando bombas para volarlo. Al parecer, ha habido un trato de los nazis y por eso, hay explosivos en el lugar, pero se oye una voz que dice "Hellboy", por todos lados.

### Capítulo Cuatro
La voz resulta ser de la diosa Hécate, que lo llama Anung Un-Rama, y luego le dice que le han dicho Hellboy todo el tiempo. Hécate comienza a luchar contra Hellboy, mientras le ofrece estar solo con ella, en la oscuridad, pero Hellboy la atraviesa con un palo. Mientras lo hace, hay un flashback en el cual Giurescu Padre le contó sobre que Hécate fue transformada en otra cosa y ya no soportaba la luz del sol. A partir de eso, Hellboy se lanza abrazado a Hécate por la ventana del castillo, justo cuando los explosivos que había dejado explotan y el castillo les cae encima a ambos. Hécate muere por el sol, y Hellboy queda desmayado.
A 46 millas del castillo de los Giurescu, en las ruinas del castillo de los Szentes, Clark y Abe hablan con la doctora Corrigan y con su jefe para que vayan a ayudar a Hellboy, ya que cerca de su localización ha habido una explosión, Kate y el jefe deciden actuar.
En Rumania, Ilsa y Raputín se encuentran esperando, cuando se abre una alcantarilla y sale un anciano de nombre Moku, que les regala, de parte de la Baba Yaga, una Dama de Hierro. Luego le cuenta a Rasputín que Hellboy le disparó a la Baba Yaga hacía unos treinta años y que ahora ya no puede volver a ese mundo. Rasputín le dice a Ilsa que entre en la Dama de Hierro para convertirse en otra cosa. Ilsa dice: «Por usted, mi amo... solo por usted», y Moku cierra la tapa. Rasputín y Moku se despiden y ambos se separan.
En San Bartolomé, Stephen y otros dos ancianos locos han encontrado a Hellboy desmayado. Stephen les ordena a ambos atarlo en la encrucijada tal y como hacían sus padres y sus abuelos antes.
En Noruega, Karl intenta convencer a Herman Von Klempt de que se una a ellos para lograr crear el Apocalipsis. Von Klempt no le cree a Karl y trata de que este deje de creer en las "Locuras de Rasputín". Enfurecido por el comentario, Leopold toma una llave de tuercas gigante y comienza a golpear el frasco de la cabeza de Von Klempt, quien le pide ayuda a Karl. Leopold le dice que jamás debió haber traído esa cosa a su iglesia, y que debe ser destruida. La pelea termina con Karl matando a Leopold con un cuchillo.
En la encrucijada, Rasputín se encuentra con Hellboy diciéndole que es un fracaso y que ahora debe crear un reemplazo para él. Luego lo deja atado y se marcha.

### Capítulo Cinco
En Connecticut, Clark y Abe les hablan a los de la Oficina, diciendo que ya llegan a San Bartolomé. Según Clark el lugar está demasiado tranquilo, y ya captaron una señal de Hellboy. Al entrar en la iglesia, descubren que todo es una trampa y que el padre Nicholas sostiene el cinturón de Hellboy con la señal. Al tocar al padre, la cabeza se le cae y el suelo se abre, para revelar que todo era una trampa de Rasputín, que le cuenta a Abe del actual estado de Liz y el de Hellboy, y Clark muere atravesado por una gran estaca de metal. La cabeza del padre Nicholas le dice que pronto sonarán campanas por él.
En la encrucijada, la Dama de Hierro con Ilsa dentro ve a Giurescu llegando y Hellboy lo ve también, este se encuentra montado en un caballo, a punto de llegar, pero Hellboy hace que el caballo y su esqueleto exploten. Al instante, la Dama de Hierro se convierte e una nueva y mejorada versión de Hécate, que lo ataca. Hellboy entonces oye a Om-Nung Rahab-Un Ogdru-Rama, el dios del caos, que le dice sobre su nacimiento. La Baba Yaga, un demonio y un encapuchado ven a Hellboy escuchando a su destino. Om-Nung le dice a Hellboy que su destino es liberar al dragón con su mano derecha y le hace crecer los cuernos, amenazándolo de muerte. Hellboy se arranca los cuernos y cae al suelo. Junto a él se encuentra Kate Corrigan, que le dice que Waller y Clark han muerto, y que Liz está en shock junto con Leach.
En Noruega, Zinco le pregunta a Karl que hará con el cuerpo de Leopold. Karl, muy arrepentido, se echa a llorar y Von Klempt se burla, hasta que Karl le echa toda la culpa. Al instante, aparece Rasputín y les dice que la culpa es de todos por traer a Von Klempt a allí, luego maldice a Zinco para que se quede ciego, este aprieta un botón y toda la iglesia explota. Rasputín jura venganza contra Hellboy por causar todo eso. Al final se muestra que el esqueleto de Giurescu desapareció de Fairfield, Connecticut, donde debía ser trasladado y que nadie más lo halló, también que la cabeza de Nicholas Budez nunca volvió a hablar, pero que hizo levitar objetos, cambiar la temperatura repetidas veces de forma repentina, y otra clases de actividades de tipo Poltergeist, y que actualmente estaban el Instituto Pulvé, en Aviñón, Francia.

### Epílogo
En el epílogo, Rasputín se encuentra apesadumbrado y triste, cuando llega Baba Yaga y le dice que solo es un hombre muerto y que tal vez ese fuera su destino. Rasputín le pide que le muestre su casa con patas de Gallina y ella se la muestra. Rasputín le dice que volverá algún día y se marcha, dudando sobre si un hombre se puede hacer a sí mismo un dios. La historieta termina con la Baba Yaga diciendo "Pobre Rasputín".